# Geografia de Mónaco
O Mónaco (no Brasil a grafia é Mônaco) é o segundo menor estado independente do mundo (depois do Vaticano), constituindo um principado encravado no sul de França. O território monegasco, ampliado em mais de 30 ha entre 1969 e 1972, com terrenos ganhos ao mar, estende-se cerca 3 km ao longo da costa ligúrico-provençal.

## Contraste
Mônaco encontra-se protegido pelos contrafortes do departamento francês dos Alpes-Mari times (Tête de Chiem, 573 m; monte Abel, 1.100 m). Parte do território assenta no chamado Rochedo do Mônaco.

## Clima e vegetação
O principado goza de um clima mediterrânico muito suave no Inverno e apresenta uma vegetação exuberante, o que explica que, em meados do século XIX se tenha convertido em estância balnear e centro turístico de fama mundial. Predomina uma Vegetação Verdejante.

## Fronteiras
Mónaco tem fronteiras com a França, mais especificamente com as comunas do departamento dos Alpes-Maritimes que são  Cap d'Ail, La Turbie, Beausoleil e Roquebrune-Cap-Martin. Além disso confina com o Mar Mediterrâneo.